# Краснов, Виктор Васильевич
Ви́ктор Васи́льевич Красно́в (2 февраля 1928, Дербышки — 14 марта 2004, Казань) — советский тренер по боксу. Тренер казанского спортивного общества «Зенит» и спортивного клуба «Ракета», председатель тренерского совета сборной команды Татарской АССР, личный тренер титулованного советского боксёра Айрата Хаматова, чемпиона мира по боксу в полулёгком весе. Заслуженный тренер СССР (1989). Заслуженный работник физической культуры Татарской АССР (1989).

## Биография
Виктор Краснов родился 2 февраля 1928 года в деревне Дербышки Высокогорского района Татарской АССР. Работал на Казанском оптико-механическом заводе и в то же время серьёзно занимался боксом. Вероятно, знания об этом виде спорта почерпнул у ленинградских специалистов, эвакуированных сюда в годы Великой Отечественной войны.
Каких-то больших достижений как спортсмен не добился и рано перешёл на тренерскую работу. Начиная с 1955 года в течение многих лет работал старшим тренером в добровольном спортивном обществе «Зенит» в Казани. Одновременно с 1960 года тренировал боксёров в собственном спортивном клубе «Ракета» в Дербышках. Длительное время занимал должность председателя тренерского совета сборной команды Татарской АССР.
Краснов сравнивал бокс с шахматами, где важнейшую роль играет интеллект, принятие множества быстрых решений за ограниченное время. Он с первых тренировок обучал искусству переигрывания, тонкой тактике.
За долгие годы тренерской работы подготовил многих талантливых спортсменов, добившихся успеха на всесоюзном и международном уровнях. В частности, в разное время его учениками были мастера спорта Б. Гребнёв, В. Индюков, В. Шабанов и др. Самый известный из всех его воспитанников — заслуженный мастер спорта Айрат Хаматов, чемпион мира, серебряный призёр чемпионата Европы, обладатель бронзовой медали Игр доброй воли в Сиэтле. За подготовку Хаматова в 1989 году Краснову было присвоено почётное звание «Заслуженный тренер СССР».
Заслуженный работник физической культуры Татарской АССР (1989).
Умер 14 марта 2004 года в Казани в возрасте 76 лет.
С 2009 года в Детско-юношеской спортивной школе «Ракета» проводится чемпионат центрального совета физкультурно-спортивного общества профсоюзов «Россия» по боксу среди женщин памяти ЗТ СССР Виктора Васильевича Краснова.